# Epactoides mangabeensis
Epactoides mangabeensis är en skalbaggsart som beskrevs av Wirta och Olivier Montreuil 2008. Epactoides mangabeensis ingår i släktet Epactoides och familjen bladhorningar. Inga underarter finns listade i Catalogue of Life.